# Gary Wallis
Gary Wallis, född 10 juni 1964 i Westminster, London, är en trummis/slagverkare som studerade på London Symphony School Of Music. Han är mest känd för sin insats som slagverkare i Pink Floyd efter Roger Waters avhopp från bandet. Han medverkar på videor som Delicate Sound Of Thunder, P*U*L*S*E och musikalbumet P*U*L*S*E.  Han har också spelat med Mike & the Mechanics, Nik Kershaw, Power Station, Spinal Tap, Jean Michel Jarre, Style Council och 10cc.
Under tidiga och sena 1990-talet var Wallis musical director för bland andra Tom Jones, Girls Aloud och Atomic Kitten. Under den tiden ägnade han också sin tid åt att producera band.
Mellan 2002 och 2004 turnerade han med det tyska bandet Schiller över hela Tyskland. Han spelade bland annat på Europahiten I Feel You med tyska sångaren Peter Heppner.
Under 2006 och 2007 var han musical director och slagverkare för bandet Il Divo som turnerade hela världen och under 2008 var han slagverkare och trummis med Westlife på deras Back Home Tour. Under 2009 är det oklart vad Wallis gör.
Gary Wallis använder DrumWorkshop Drums and hardware, Zildjian cymbals, Latin Percussion, Roland Electronics, Vater drumsticks och Remo Drumheads.